# Charles Barkel
Charles Barkel, né le 6 février 1898 à Stugun et mort le 7 mars 1973 à Stockholm, est un violoniste et chef d'orchestre suédois.

## Biographie
Charles Barkel fait ses premières études à l'École royale supérieure de musique de Stockholm. Il étudie aussi au Conservatoire de Copenhague ainsi qu'avec Carl Flesch à Berlin. En même temps, il joue dans plusieurs orchestres suédois. En 1921, il intègre l'Orchestre de la Société des concerts de Stockholm. Il fonde son propre quatuor à cordes en 1928. Entre 1942 et 1954, il est à la tête de l'Orchestre de la Société des concerts d'Uppsala. Entre 1926 et 1965, il est aussi professeur de violon à Stockholm.